# Крекінг-установка в Тяньцзині (TPCC)
Крекінг-установка в Тяньцзині (TPCC) — розташоване у місті Тяньцзінь нафтохімічне виробництво, що належить компанії Sinopec Tianjin Petrochemical Company (TPCC, дочірня структура Sinopec).
У 1995-му TPCC запустила на майданчику свого нафтопереробного заводу в Тяньцзіні установку парового крекінгу, яка первісно мала потужність по етилену в 140 тисяч тонн на рік. Розрахована на споживання газового бензину, вона також продукувала істотні об'єми пропілену. Ці олефіни призначались для подальшого виробництва оксиду етилену (55 тисяч тонн), етиленгліколю (42 тисячі тонн), поліетилену (60 тисяч тонн) та поліпропілену (40 тисяч тонн).
На початку 2000-х потужність установки по етилену рахувалася вже на рівні 200 тисяч тонн і такою ж вона залишалася станом на 2018 рік. Потужність по поліетилену при цьому зросла до 120 тисяч тонн.
Із отриманої під час піролізу фракції С4 виділяють ще один олефін — 1-бутен (6 тисяч тонн на рік, зазвичай використовуєтьс як кополімер).
Можливо також відзначити, що з 2009-го в Тянцзіні працює значно потужніша піролізна установка, споруджена Sinopec в партнерстві з саудійською SABIC.